# 1106년

## 연호
- 북송(北宋) 숭녕(崇寧) 5년
- 요(遼) 건통(乾統) 6년
- 일본(日本) 조지(長治) 3년 / 가쇼(嘉承) 원년
- 서하(西夏) 정관(貞觀) 6년
- 리 왕조(李朝) 롱푸응우옌호아(龍符元化) 6년

## 기년
- 고려(高麗) 예종(睿宗) 원년
- 북송(北宋) 휘종(徽宗) 6년
- 요(遼) 천조제(天祚帝) 6년
- 서하(西夏) 숭종(崇宗) 21년
- 리 왕조(李朝) 인종(仁宗) 35년

## 탄생
- 고려(高麗)의 무신정권(武臣政權) 집권자(執權者) 정중부(鄭仲夫)

## 사망
- 8월 7일 - 신성로마제국의 하인리히 4세